# 矢野朝水
矢野 朝水（やの ともみ、1945年（昭和20年）11月 - ）は、日本の官僚。元厚生省年金局長。日本コープ共済生活協同組合連合会理事長。宮崎県出身。

## 略歴
- 1968年（昭和43年） 国家公務員採用上級甲種試験（行政）合格
- 1969年（昭和44年）
  - 京都大学法学部卒業
  - 4月 厚生省入省
- 厚生年金基金連合会企画振興部長
- 1985年（昭和60年）8月27日 厚生省社会局生活課長
- 1987年（昭和62年）9月25日 厚生省社会局施設課長
- 1988年（昭和63年）6月7日 厚生省保健医療局管理課長
- 1990年（平成2年）6月29日 社会保険庁運営部企画課長
- 1992年（平成4年）7月1日 厚生省薬務局企画課長
- 1994年（平成6年）9月2日 厚生省大臣官房総務課長
- 1995年（平成7年）6月30日 厚生省大臣官房審議官併任内閣官房内閣内政審議室内閣審議官
- 1996年（平成8年）7月2日 厚生省年金局長
- 2001年（平成13年）
  - 1月5日 退官
  - 2月 厚生年金基金連合会専務理事（2005年10月企業年金連合会に改称）
- 2008年（平成20年）7月 日本生活協同組合連合会理事

## 厚生年金基金連合会時代
企業年金連合会時代はファンドマネージャーとして資金の運用先を選定する立場にあり、日本の企業における株主軽視がまかり通る風土を批判していた。一方、極端なモノ言う株主に対しても批判をしていた。

## 著書
- 『新世紀の年金制度―2000年年金改正の軌跡』（社会保険研究所）

| スタブアイコン | サブスタブ | この項目は、まだ閲覧者の調べものの参照としては役立たない、人物に関連した書きかけの項目です。この項目を加筆・訂正などしてくださる協力者を求めています（P:人物伝/PJ:人物伝）。 |